# Caio Aquílio Tusco
Caio Aquílio Tusco (em latim: Gaius Aquillius Tuscus) foi um político da gente Aquília nos primeiros anos da República Romana eleito cônsul em 487 a.C. juntamente com Tito Sicínio Sabino. Liderou a guerra contra os hérnicos, da qual não se conhecem mais detalhes, exceto que ele teria recebido uma ovação, uma versão menor de um triunfo, por sua vitória na Batalha de Preneste.

## História
Durante o consulado de Sicínio e Aquílio, Roma travou guerras contra os volscos e os hérnicos. Lívio afirma que Sicínio liderou a luta contra os primeiros e Aquílio, contra os segundos, enquanto Dionísio de Halicarnasso sugere que ambos se envolveram nas duas guerras.